# Cuatro alegorías

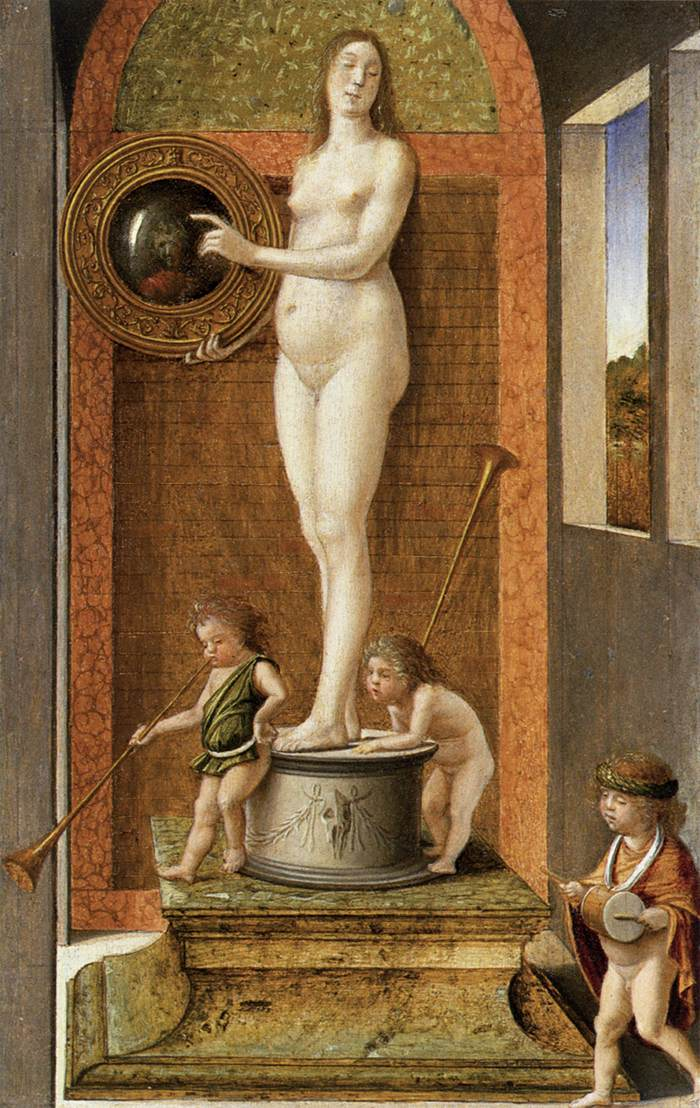
Prudencia.

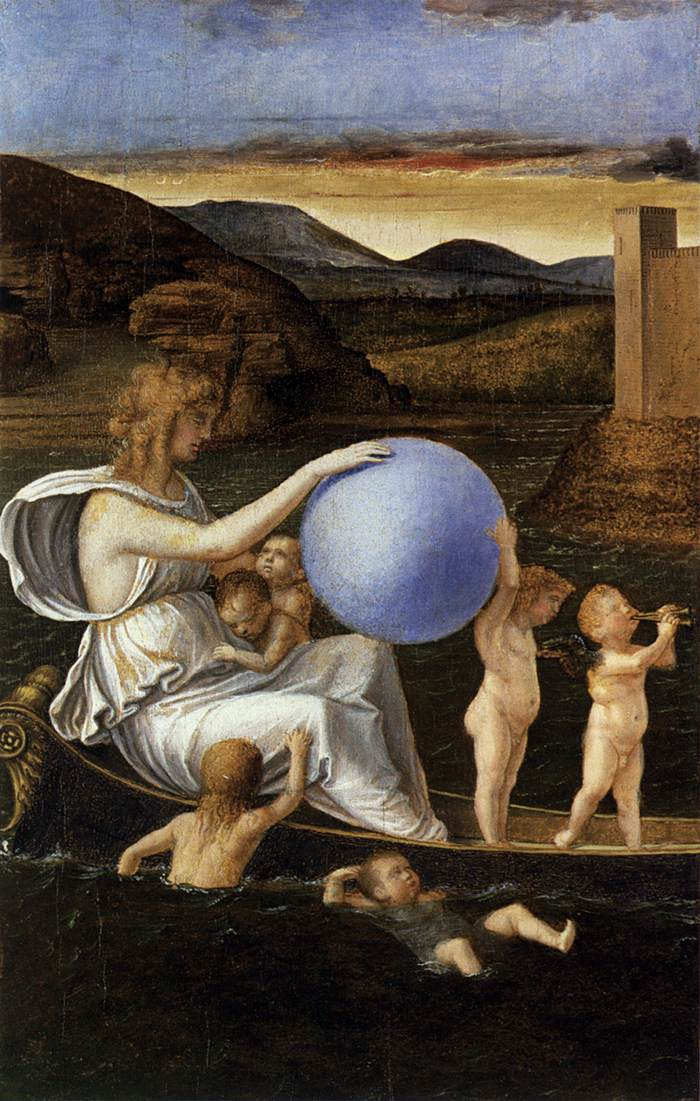
Fortuna.

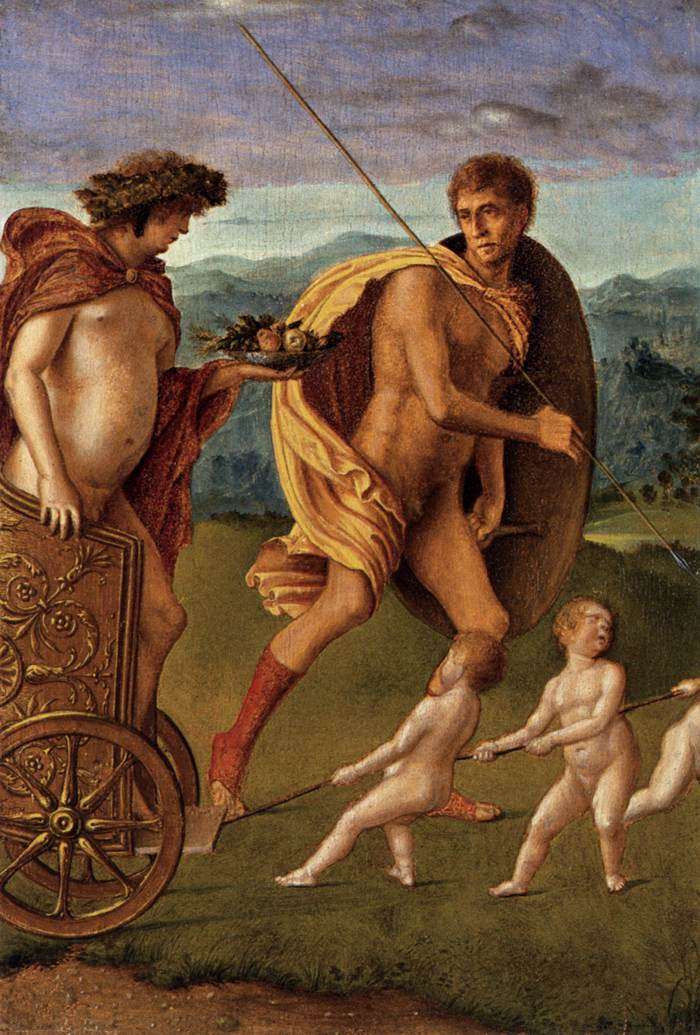
Perseverancia.

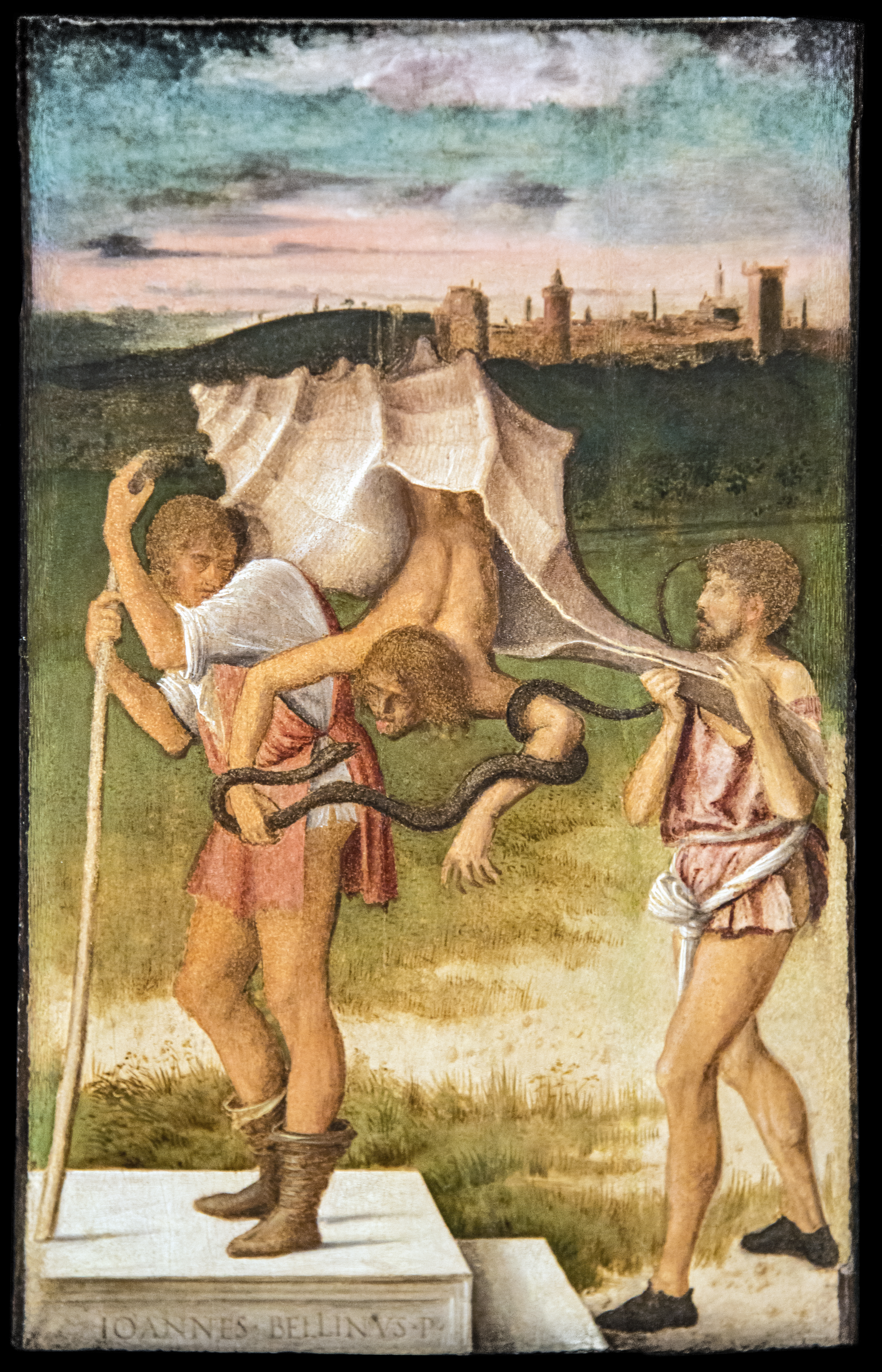
Mentira.

Las Cuatro alegorías son una serie de cuatro tablillas pintadas al óleo de 32 x 22 cm cada una de Giovanni Bellini, de hacia 1490 y conservadas en las Galerías de la Academia de Venecia. Representan la Prudencia, la Fortuna, la Perseverancia y la Mentira.

## Historia
Las cuatro tablillas decoraban antiguamente un mueble de tocador de nogal, dotado también de espejo redondo y perchero abajo, del pintor Vincenzo Catena. Este, haciendo testamento en 1530, dejó este "restello de nogera con zerte figurete de miser Zuan Belino" a Antonio Marsili. La difusión de estos muebles de pared a finales del siglo XV era tan amplia que un decreto del Senado veneciano de 1489 había limitado su fabricación y no era raro que su decoración incluyera representaciones simbólicas de carácter moralizante.

## Descripción y estilo
Las tablillas son una producción insólita en el catálogo de Bellini, a veces confrontadas con su Alegoría sagrada de los Uffizi.
La Perseverancia muestra un guerrero virtuoso al cual Baco, sobre un carro tirado por amorcillos, ofrece fruta. A veces la tabla también es interpretada como una alegoría de la Lujuria.
La Fortuna o la Inconstancia, muestra una mujer sentada y sosteniendo una esfera, en una inestable barca rodeada de amorcillos.
La Prudencia muestra una mujer desnuda sobre un pedestal en un interior que sostiene y apunta a un espejo, invitando así al espectador a mirarse y reflexionar sobre sí mismo, otros la interpretan como la Vanidad de las cosas terrenales.
La Mentira o Falsedad muestra a un hombre (aunque generalmente esta cualidad era representada con una figura femenina) que sale de una concha, símbolo de la tortuosidad de los medias mentiras. Este, armado con una serpiente, símbolo de la calumnia con su lengua bífida, se abalanza sobre el que parece un ermitaño, emprendiendo el camino de la sabiduría sobre un pedestal, donde se encuentra también la firma del artista. Esta figura ha sido interpretada también como la Virtus Sapientia, con la concha vista como un símbolo positivo de generación.
Los pinturas se caracterizan por una saturación luminosa que las unifica estilísticamente, a pesar de las diversas ambientaciones, y una iconografía culta muy refinada, testimonio del carácter filosófico neoplatónico y humanístico del Renacimiento veneciano.